# Геніна Ліана Соломонівна
Ліана Соломонівна Геніна ( 6 червня 1930, Москва — 20 квітня 2010, Москва) — радянський, російський музикознавець, журналістка, музичний критик  .

## Біографія
Закінчила Московську консерваторію в 1953 році, аспірантуру — в 1957 році (клас Б. Ярустовського ).
З 1957 по 2010 роки працювала в редакції журналу «Радянська музика» (з 1992 року — «Музична академія»), завідувала відділом, з 1972 року — заступник головного редактора журналу.
Її діяльність в якості музичного критика отримала високу оцінку А. Н. Пахмутової : «Особливий інтерес завжди викликають статті Л. Геніної, що поєднують у собі соціальний аналіз із блискучою публіцистикою. Не випадково її робота про пісню отримала першу премію Спілки композиторів у галузі критики »  . 
Член Спілки композиторів СРСР, Спілки композиторів Росії.

## Нагороди, звання
- Заслужений діяч мистецтв РРФСР

## Публікації

### Книги

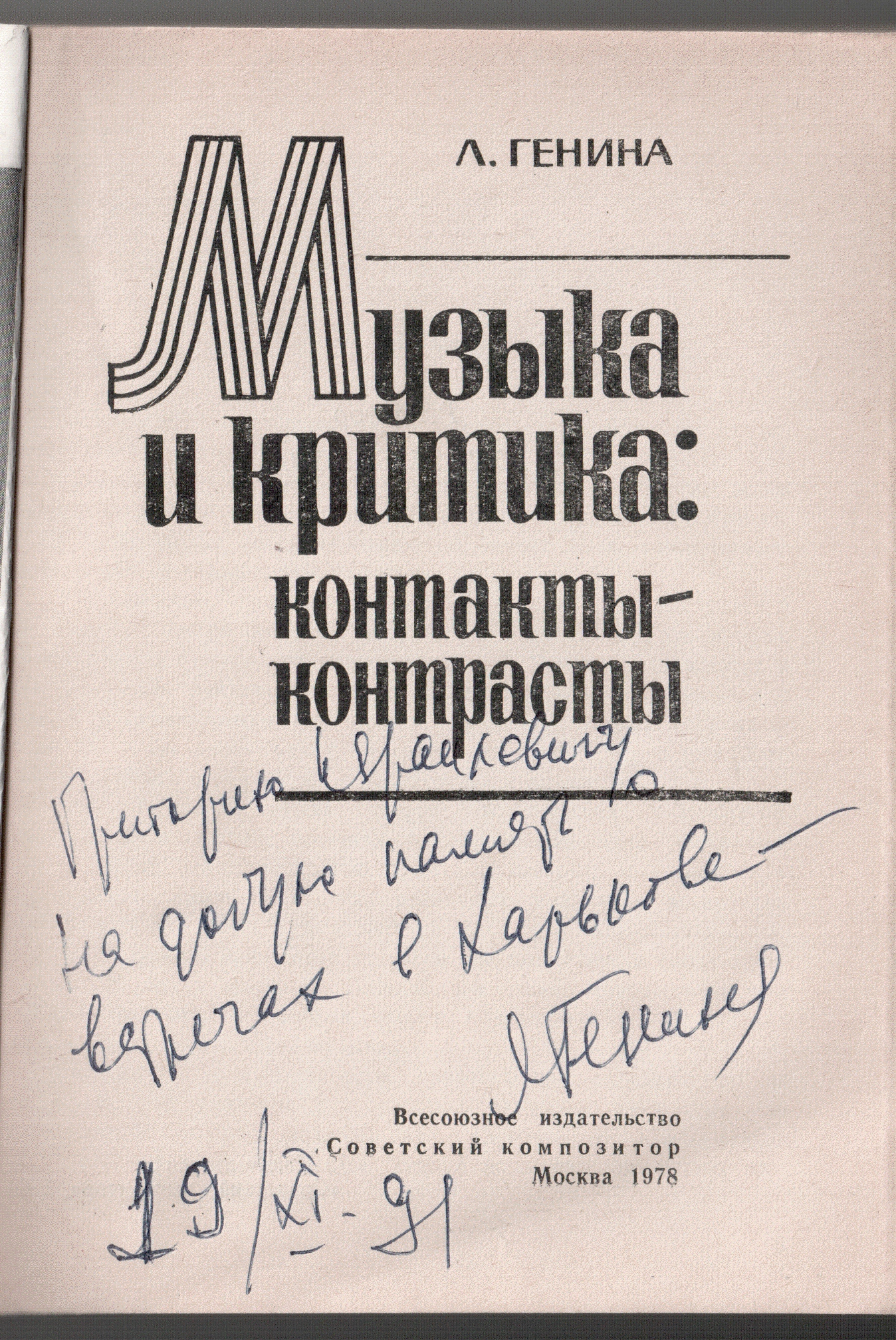

- Генина Л. Эдгар Оганесян. — М., 1959.
- Генина Л. Музыка и критика: контакты-контрасты. — М.: Сов. композитор, 1978. — 263 с.
- Генина Л. Бесцензурное двадцатилетие: прощай, критика?: [сборник статей]. —- Москва : Композитор, 2006. — 278 с.

### Статті
- Заметка об эстетике // Сов. музыка. — 1957. — № 4.
- Заметки о музыкальном образе // Сов. музыка. — 1958. — № 7.
- Тема юности // Сов. музыка. — 1958. — № 11.
- Путешествие в Армению // Сов. музыка. — 1959. — № 8.
- Современная тема в балете // Сов. музыка. — 1959. — № 9.
- К разговору о современности в музыке // Сов. музыка. — 1960. — № 4.
- Простые истины // Сов. музыка. — 1960. — № 8.
- Ровесница Октября // Сов. музыка. — 1961. — № 5.
- Ново, талантливо // Сов. музыка. — 1961. — № 7.
- Учиться у жизни // Сов. музыка. — 1963. — № 10.
- Восхождение // Сов. музыка. — 1964. — № 3.
- Софийские встречи // Сов. музыка. — 1965. — № 4.
- Истина есть процесс… // Сов. музыка. — 1967. — № 6.
- Родион Щедрин: открытия и поиски // Музыкальная жизнь. — 1969. — № 18.
- Ассоциация и образ // Сов. музыка. — 1968. — № 11.
- Ответ перед будущим // Сов. музыка. — 1969. — № 10.
- Я гляжу ей вслед // Сов. музыка. — 1972. — № 94.
- «Анна Каренина», театр чувств // Сов. музыка. — 1972. — № 10.
- Прелюдия по мотивам «Чайки» // Сов. музыка. — 1980. — № 11.
- Течёт река песня // Сов. музыка. — 1984. — № 10.
- Бытие над бытом // Сов. музыка. — 1986. — № 3.
- В правде — сила таланта // Сов. музыка. — 1986. — № 12.
- Если не сейчас, то когда? // Сов. музыка. — 1988. — № 4.